# Čučja Mlaka
Čučja Mlaka este o localitate din comuna Škocjan, Slovenia, cu o populație de 20 de locuitori.